# أجون 08 دوسلدورف
أجون 08 دوسلدورف (بالألمانية: DJK Agon 08 Düsseldorf) هو نادي رياضي في ألمانيا تأسس في سنة 1908. ينافس في عدة رياضات مثل كرة القدم، ألعاب القوى، الكرة الطائرة، كرة الريشة، كرة اليد، كرة المضرب، كرة الطاولة وكرة السلة. فريق السيدات لكرة السلة هيمن على الدوري الألماني لكرة السلة للسيدات ما بين 1980 و 1991.

## البطولات
- كرة السلة
  - الدوري الألماني لكرة السلة للسيدات
    - 1975، 1980، 1981، 1982، 1983، 1984، 1985، 1986، 1987، 1988، 1990، 1991

## وصلات خارجية
- الموقع الرسمي